# Batalla Aérea de Mansura
La batalla aérea de Mansura fue una batalla aérea que tuvo lugar durante la guerra de Yom Kipur entre la Fuerza Aérea Egipcia (EAF) y la Fuerza Aérea Israelí (IAF) cerca de la ciudad de El Mansura, en el Delta del Nilo.
La fuerza aérea israelí lanzó ataques aéreos el 14 de octubre contra las bases aéreas egipcias en Tanta y Mansura. Los aviones israelíes fueron vistos acercándose desde el Mar Mediterráneo. La 104.ª Ala Aérea de la fuerza aérea egipcia envió a sus cazas al encuentro de los israelíes, recibiendo refuerzos adicionales de otras bases aéreas. La batalla aérea comenzó a las 15:15 y duró 53 minutos. El comandante egipcio era Hosni Mubarak. Según fuentes egipcias, varios aviones israelíes fueron derribados; esto es discutido por fuentes israelíes. 

## Fondo

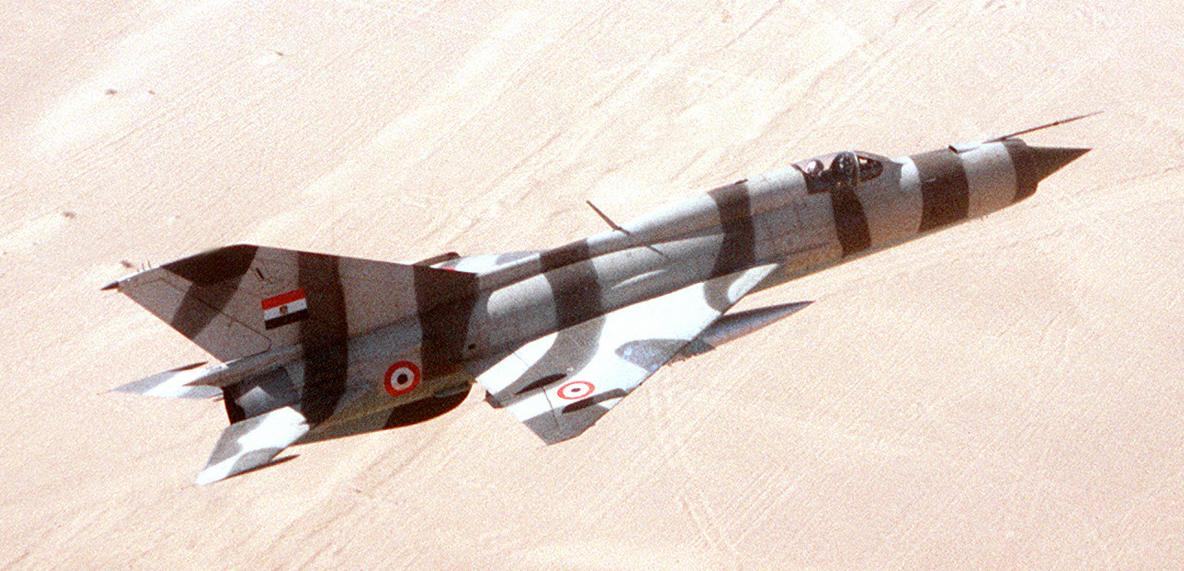
Un MiG-21PFM egipcio, el caza soviético fue el principal caza durante más de 2 décadas

El 104o Ala Aérea tenía tres escuadrones equipados con cazas MiG-21MF; dos escuadrones estaban estacionados en Mansura, encargados de intercepción y defensa aérea, y el tercero estaba estacionado en la base aérea de Tanta para defender ambas bases aéreas. La IAF realizó varios ataques contra la base aérea de Mansura desde el 6 de octubre en adelante, pero falló debido a las densas defensas de la SAM egipcia.
En la madrugada del 14 de octubre, cuando las fuerzas egipcias avanzaron hacia los Pases Sinai Mitla y Gedy, las fuerzas terrestres recibieron apoyo en tierra de los bombarderos MiG-17, Su-7, Su-20 y Mirage III. Estos a su vez recibieron cobertura de caza por parte de los 104 MiG-21. Aunque la ofensiva egipcia el 14 de octubre fue un fracaso y culminó en grandes pérdidas, la IAF estaba decidida a destruir las capacidades del 104.ª Ala Aérea. Se lanzaría un ataque aéreo masivo contra las bases aéreas en Salihiya, Mansura y Tanta.
Después de la Guerra de los Seis Días, cuando el EAF perdió casi todos sus aviones en tierra por un ataque preventivo israelí, los egipcios construyeron 500 refugios de concreto en 20 bases aéreas principales para evitar que la aeronave fuera destruida en el suelo en un futuro conflicto.

## Contacto inicial

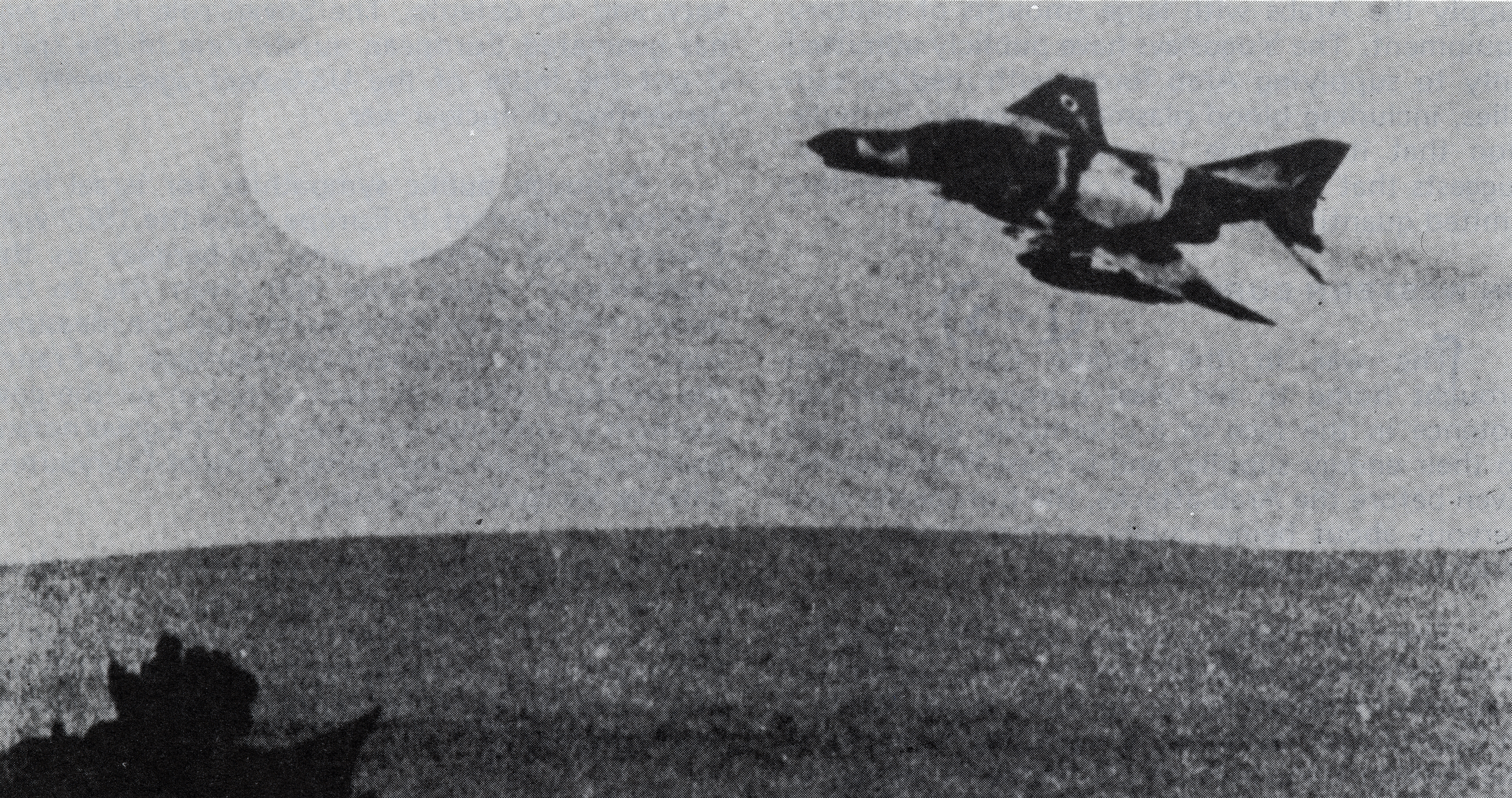
Un F-4E Phantom israelí

El 14 de octubre, cuando los egipcios avanzaron desde sus cabezas de puente a lo largo del Canal de Suez, se esperaba un ataque aéreo israelí contra la base aérea de Mansura, tarde o temprano, y en consecuencia, varios MiG-21 se mantuvieron en alerta máxima al final de La pista con sus pilotos y armados con misiles R-3S, lista para el despegue inmediato, en caso del esperado ataque. A partir de las 15:00, todavía no había indicios de un ataque enemigo inminente.
A las 15:15, los puestos de observación aérea en el mar Mediterráneo notificaron al comando de EAF que 20 F-4E Phantom II se acercaban en dirección suroeste hacia el Delta, sobrevolando Puerto Said. El comandante de la EAF, el mariscal del aire Hosni Mubarak ordenó al General Naser que enviara 16 MiG-21. El comando de la EAF creía que los aviones enemigos eran solo un señuelo destinado a atraer a los MiG-21 lejos de la base aérea, de modo que más oleadas de aviones pudieran atacar la base aérea ininterrumpidamente Por lo tanto, a los pilotos de combate se les ordenó crear un paraguas protector sobre la base aérea. Más importante aún, se les indicó que no persiguieran ni se enfrentaran a aviones enemigos antes de que hubieran alcanzado su objetivo
Los pilotos estaban desconcertados por la orden, sin saber la razón detrás de esto, ya que esperaban atacar al enemigo inmediatamente después de luchar. En el evento, los combatientes israelíes siguieron volando en amplios círculos durante algún tiempo hasta que, cuando quedó claro que los egipcios no abandonaban las cercanías de la base aérea de Mansura, los Phantoms se retiraron al mar.

## Batalla
Alrededor de las 15:30, el Comando de Defensa Aérea de Egipto emitió una advertencia de que alrededor de sesenta aviones enemigos se acercaban desde el mar Mediterráneo en tres direcciones; uno de Puerto Said, otro de Damieta y el tercero de Baltim, al oeste de Damieta. Mubarak ordenó a sus pilotos en el aire que los interceptaran. Los 16 MiG-21 que forman el paraguas aéreo sobre Mansura se movieron contra el contingente aviones israelíes con el objetivo de romper las formaciones enemigas y obligarlas a dispersarse. 16 MiG-21 despegaron de la base aérea de Mansura para apoyar a los que estaban en el aire, junto con ocho combatientes de la base aérea de Tanta, ubicada al oeste de Mansura. Los MiG-21 interceptaron la formación israelí unas docenas de kilómetros al norte de Mansura.
A las 15:38, las instalaciones de radar egipcia informaron al comando de la EAF que una segunda ola de alrededor de 16 aviones israelíes venía sobre el Mediterráneo a una altitud muy baja. Los egipcios enviaron ocho MiG-21 finales en Mansura, mientras que ocho que estaban en el aire pidieron ayuda a los MiG-21 de la base aérea de Abu Hamad. La siguiente batalla aérea fue intensa, con gran cantidad de aviones; En un momento dado, la batalla involucró a 62 MiG-21 y unos 120 Phantoms y A-4E Skyhawks. Unos cuantos bombarderos israelíes alcanzaron su objetivo y bombardearon la pista y las defensas aéreas alrededor de la base aérea. Mientras que los últimos ocho aviones de Mansura despegaron, los aviones israelíes se acercaban para ejecutar su bombardeo. Nasr Mousa, pilotando uno de los ocho MiG-21, vio a un Phantom israelí haciendo fila contra él. Mousa hizo un giro brusco y fuerte a la derecha que lo puso sobre la cola del Phantom. Derribó el Phantom con fuego de cañones Gsh-23 de 23mm, y ningún paracaídas emergió. Medhat 'Arafa, un piloto egipcio, recuerda que "la batalla fue una visión aterradora porque nunca había visto tantos aviones en un área. No solo estábamos peleando, sino también advirtiendo a otros pilotos que tenían un enemigo en la cola ... "Los Phantoms israelíes tuvieron que abandonar sus cargas de bombas para pelear con los aviones MiG más maniobrable. Los pilotos egipcios tuvieron que aterrizar sus aviones, rearmarse, reabastecerse de combustible y despegar de nuevo en un plazo de siete minutos. El despegue generalmente tomó tres minutos, pero según Naser, los pilotos pudieron lograrlo en un minuto y medio durante la batalla aérea.
A las 15:52, los radares detectaron otra ola de aviones enemigos, que se estima que incorporan hasta 60 Phantoms y Skyhawks. Ocho MiG-21 de 102nd Air Wing fueron enviados desde la base aérea de Inshas, cerca de El Cairo. Alrededor de 20 MiG-21 que habían aterrizado, repostado y reabastecido en la base aérea de Mansura también se encontraban en el camino para interceptar el avión israelí. Una batalla aérea se estaba librando sobre la aldea de Dekernis, en el delta del Nilo, donde los aviones egipcios se estaban retirando hacia el este. Se produjo una pelea de perros en este pueblo entre la última oleada israelí y la intercepción de los MiG-21 egipcios. El comandante de esta última oleada de aviones israelíes, al darse cuenta de que las olas anteriores habían fallado en sus objetivos y había más aviones egipcios en el aire de lo esperado, decidió retirarse. El último avión israelí abandonó el espacio aéreo egipcio a las 16:08, y la batalla aérea terminó.

## Veracidad de las reclamaciones
A las 22:00 hora local, El Cairo Radio transmitió el "Comunicado Número 39", anunciando varias batallas aéreas ese día en varios aeródromos egipcios, el más intensivo en el área del Delta norte. Afirmó que 15 aviones enemigos habían sido derribados por combatientes egipcios por la pérdida de tres aviones egipcios, excluyendo aviones israelíes derribados cerca del Canal de Suez.
A la mañana siguiente, el 15 de octubre, Israel Radio afirmó que la IAF había derribado 15 aviones egipcios, una cifra que luego se redujo a siete; tres fueron derribados por un avión israelí, dos se estrellaron después de quedarse sin combustible antes de que los pilotos pudieran aterrizar, y uno fue destruido luego de sufrir daños de un Phantom israelí en explosión. El piloto del MiG-21 fue el teniente Mohamed Adoub, quien afirma haber derribado al Phantom con varios disparos de cañones de 23 mm. Su avión sufrió daños fatales por los escombros. Adoub y el piloto israelí se lanzaron en paracaídas casi uno al lado del otro. El piloto israelí, al aterrizar en el suelo, fue asaltado por granjeros enojados que casi lo mataron, pero Adoub los detuvo. El piloto israelí fue llevado al cautiverio y hospitalizado. En total, dos pilotos egipcios murieron en acción, y los cuatro restantes fueron expulsados a salvo.
La IAF renunció a atacar las principales bases aéreas el 15 de octubre, aunque ese día hubo otro importante compromiso aéreo sobre el Delta del Nilo.
Según el historiador Lon Nordeen, la IAF perdió solo dos aviones el 14 de octubre. Según Kenneth Pollack, a lo largo de la guerra "hubo cincuenta y dos peleas de perros importantes entre los egipcios e israelíes. En total, los egipcios lograron derribar 5–8 Aviones israelíes perdiendo 172 de los suyos frente a combatientes israelíes ". Según Jaim Herzog, un total de 334 aviones árabes fueron derribados en combate aéreo y las pérdidas en Egipto representaron 172 de estos. Las pérdidas israelíes son cinco. La lista de pilotos caídos de la IAF no menciona bajas el 14 de octubre.
Según Shahdan el-Shazly, hija del exjefe de personal militar egipcio Saad el-Shazly, Mubarak alteró la representación de una serie de eventos relacionados con la guerra de 1973 para mostrar un papel magnificado para sí mismo. En el periódico egipcio Almasry Alyoum (26 de febrero de 2011), afirmó que Mubarak modificó los documentos y las fotografías, y planeaba iniciar acciones legales en este sentido.

### Conmemoraciones
El "Día de la Fuerza Aérea" de Egipto se cambió del 2 de noviembre al 14 de octubre para conmemorar la batalla aérea.